# Wacław Krawczyk
Wacław Krawczyk (ur. 26 czerwca 1915 w Dobiecinie, zm. 13 grudnia 1987 w Łodzi) – nauczyciel i krajoznawca łódzki, żołnierz Armii Krajowej.

## Nauka i praca
W 1936 ukończył Państwowe Seminarium Nauczycielskie Męskie w Wymyślinie. W tym samym roku zaczął służbę wojskową na V Kursie Podchorążych Rezerwy 8 DP w Pułtusku. W 1937 przeszedł do rezerwy i rozpoczął pracę nauczycielską w Grudziądzu, potem w Dąbrówce, tam pracował do września 1939. Z Wielkopolski przeniósł się w rodzinne strony i od stycznia 1940 do marca 1945 był nauczycielem w Mitkowie w powiecie grójeckim. Uczył także na tajnych kompletach.
W kwietniu 1945 przeniósł się z rodziną do Łodzi. Pracował tutaj jako nauczyciel w szkolnictwie podstawowym (m.in. nauczyciel wychowania fizycznego w szkole podstawowej nr 1 im. Adama Mickiewicza przy ul. S. Sterlinga 24). Równocześnie studiował geografię na Uniwersytecie Łódzkim, a potem w Wyższej Szkole Gospodarstwa Wiejskiego Oddział w Łodzi na Wydziale Spółdzielczym. Równocześnie ukończył Międzywydziałowe Studium Pedagogiczne.
Od 1952 aż do przejścia na emeryturę był nauczycielem geografii w VIII Liceum Ogólnokształcącym im. Adama Asnyka w Łodzi. Przez 11 lat był zastępcą dyrektora w tej szkole.

## Działalność polityczna w czasie okupacji hitlerowskiej
Od 1940 do stycznia 1945 uczestniczył  w pracach Związku Walki Zbrojnej (ZWZ), a następnie Armii Krajowej. Działalność polegała m.in. na kolportażu prasy konspiracyjnej, szkoleniach wojskowych, wystąpieniach zbrojnych na terenie powiatu grójeckiego. W powstaniu warszawskim nie uczestniczył, gdyż oddział z obwodu "Głuszec", w którym dowodził jednym z plutonów został zdemobilizowany w kilka dni po koncentracji, prawdopodobnie z uwagi na brak możności dotarcia do Warszawy.

## Działalność krajoznawcza i turystyczna
Krajoznawstwem i turystyką zajmował się od 1952, kiedy przejął od Teofila Katry opiekę nad Szkolnym Kołem Geograficzno-Turystycznym w VIII LO.
W 1957 wstąpił do Polskiego Towarzystwa Turystyczno-Krajoznawczego (PTTK). Pełnił wiele funkcji społecznych w komisjach turystyki pieszej Oddziału Łódzkiego PTTK, Okręgu Łódzkiego PTTK i Zarządu Wojewódzkiego PTTK. Potem działał w Oddziale Nauczycielskim PTTK im. Bronisława Szwalma.
W 1965 zdobył uprawnienia Przodownika Turystyki Pieszej, a w 1975 został Honorowym Przodownikiem TP.
Wacław Krawczyk zajmował się powoływaniem grup młodzieżowych, Społecznych Opiekunów Zabytków PTTK. Sam był Społecznym Opiekunem Zabytków PTTK, Instruktorem Opieki nad Zabytkami, członkiem Prezydium Oddziałowej Komisji Opieki nad Zabytkami oraz Wojewódzkiej Komisji Opieki nad Zabytkami.
Od 1965 działał też w Polskim Towarzystwie Schronisk Młodzieżowych, był członkiem władz wojewódzkich tego stowarzyszenia w Łodzi.
Działał w Straży Ochrony Przyrody. Był wychowawcą młodych krajoznawców i turystów.
Pochowany został na Starym Cmentarzu przy ul. Ogrodowej, w części ewangelickiej.

## Odznaczenia
- Krzyż Kawalerski Orderu Odrodzenia Polski
- Złoty Krzyż Zasługi
- Medal Komisji Edukacji Narodowej
- Honorowa Odznaka Miasta Łodzi
- Odznaka Zasłużony Działacz Kultury
- Złota Honorowa Odznaka PTTK
- Złota Odznaka "Zasłużony Działacz Turystyki"
- Złota Odznaka PTSM
- Złota Odznaka "Za Opiekę nad Zabytkami"
- Złota Odznaka Polskiego Towarzystwa Geograficznego
- Złota Odznaka Zasłużony w pracy PTTK wśród młodzieży
- i wieloma innymi